# Nordwestring (métro de Nuremberg)
Nordwestring est une station de métro à Nuremberg, en Allemagne. Terminus nord-ouest de la ligne U3 du métro de Nuremberg, elle a été mise en service le 22 mai 2017.